# Magnetyczny mnożnik częstotliwości
Magnetyczny mnożnik częstotliwości - statyczne urządzenie służące do zwielokrotniania częstotliwości.
Ich działanie opiera się na zjawisku generacji harmonicznych strumienia magnetycznego, które powstają dzięki wykorzystaniu nieliniowości krzywej magnesowania rdzeni. Odpowiedni układ połączeń uzwojeń lub zastosowane filtry pozwalają wybrać odpowiednio na wyjściu mnożnika żądaną harmoniczną napięcia.